# McKenzie (Tennessee)
McKenzie is een plaats (city) in de Amerikaanse staat Tennessee, en valt bestuurlijk gezien onder Carroll County en Henry County en Weakley County.

## Demografie
Bij de volkstelling in 2000 werd het aantal inwoners vastgesteld op 5295.
In 2006 is het aantal inwoners door het United States Census Bureau geschat op 5420, een stijging van 125 (2,4%).

## Geografie
Volgens het United States Census Bureau beslaat de plaats een oppervlakte van
14,3 km², geheel bestaande uit land. McKenzie ligt op ongeveer 124 m boven zeeniveau.

## Plaatsen in de nabije omgeving
De onderstaande figuur toont nabijgelegen plaatsen in een straal van 20 km rond McKenzie.